# Воїнська Гребля
Воїнська Гребля (раніше також Воїнь, Воїнське та Воїнці) — колишнє село, що розташовувалось при впадінні річки Сули у Дніпро. Було зняте з обліку на початку 1960-х років у зв'язку з утворенням Кременчуцького водосховища.

## З історії
Селище Воїнці з'явилося неподалік на півдні від давньоруського містечка-фортеці Воїнь — знищеного Золотою ордою у 1239 році. Очевидно нове селище вшановувало своєю назвою свого попередника.
У другій пол. XVIII ст. належало до Жовнинської сотні Лубенського полку. На той час зазначено як селище (у поселені не було власної церкви), у якому налічувалось 25 хат.
Було приписане до Преображенської церкви у Лялинцях.
Зі скасуванням полково-сотенного устрою на Лівобережній Україні селище Воїнці перейшло до Городиського повіту Київського намісництва.
Від початку ХІХ ст. Воїнці у складі Золотоніського повіту Полтавської губернії. Пізніше Воїнська Гребля також у Жовнинській волості цього повіту.
Селище є на мапі 1812 року.
У 1862 році в казеному селищі Воїнська Гребля була переправа через Сулу та 55 дворів де жило 323 осіб (170 чоловічої та 153 жиночої статі).
На мапах середини ХІХ ст. селище позначається як Воїнська Гребля.
У радянський період, станом на 1946 рік, як два окремих хутори, Воїнці і Воїнська Гребля, разом із селом Ялинці у складі Ялинської сільської Ради Градизького району Полтавської області.
До 1960 року було знято з обліку хутір Воїнці.
На початку 1960-х років також знято з обліку і село Воїнська Гребля, яке нетривалий час було у складі Глобинського району.
Із затопленням села водами Кременчуцького водосховища більшість мешканців виселили порівняно далеко на схід у село Кам'яні Потоки, де заселили дві окремі вулиці: Мічуріна та Набережну.